# Kirkens Korshær
Kirkens Korshær er en privat hjælpeorganisation, der med udgangspunkt i folkekirkelige værdier udfører socialt arbejde i Danmark. Kirkens Korshær arbejder blandt samfundets mest marginaliserede og udstødte grupper, narkomaner, psykisk syge, alkoholikere og hjemløse etc.
Kirkens Korshær blev grundlagt 12. oktober 1912 af H.P. Mollerup, som dermed blev den første chef for Kirkens Korshær. Organisationen har ca. 450 ansatte og 9000 frivillige, der bl.a. driver varmestuer, herberger, skæve boliger, beskæftigelsesprojekter, væresteder for børnefamilier, rådgivningstjenester som Arresthustjenesten og Sct. Nicolai Tjenesten i 26 byer i hele Danmark.
Det tætte forhold mellem Kirkens Korshær og den danske folkekirke ses bl.a. af, at der er ansat korshærspræster, som både er almindelige sognepræster og virker i Kirkens Korshær.

## Genbrugsbutikker
Kirkens Korshær driver 250 genbrugsbutikker over hele Danmark, der bestyres af frivillige. Indtjeningen fra genbrugsbutikkerne er med til at finansiere hjælpearbejdet. Fra 2010 til 2012 oplevede genbrugsbutikkerne en stigende omsætning fra ca. 90 mio. kr. til 109 mio. kr.

## Ledelse
Jeanette Bauer er chef for Kirkens Korshær.

### Tidligere chefer
- Bjarne Lenau Henriksen 1987-2011
- Helle Christiansen 2011-2021

## EuroDiaconia
Kirkens Korshær er medlem af Eurodiaconia, et netværk af europæiske kirker og kirkeligt funderede ngo'er, der hjælper udsatte mennesker og arbejder for en positiv udvikling på socialområdet.

## Kompasset Kirkens Korshær
Kompasset Kirkens Korshær er en rådgivningstjeneste for hjemløse migranter uden registrering i Danmark, der blev oprettet i 2012 og åbnede i januar 2013. Dets hovedformål er at rådgive og støtte hjemløse migranter i København. Desuden at indsamle og formidle viden om hjemløse migranter i Danmark.
Målgruppen er dé hjemløse migranter, der ikke har registrering i Danmark i form af CPR- eller udlændingenummer. Gruppen omfatter primært EU- og EØS-borgere, herunder central- og østeuropæere, som på grund af arbejdskraftens frie bevægelighed i EU kommer til Danmark for at søge arbejde. Hertil mennesker med oprindelse i Vestafrika, som har opnået midlertidig eller permanent opholdstilladelse i et af de sydeuropæiske EU-lande (tredjelandsborger).